# 阿凯·格里枪杀案
阿凯·格里枪杀案于2014年11月20日发生在美国，纽约市布鲁克林区。事件造成了28岁的黑人阿凯·格里 （页面存档备份，存于）（Akai Gurley）的死亡。开枪者是纽约市警察局的一名亚裔警官彼得·梁（Peter Liang），时年27岁。
2015年2月10日，梁警官在大陪审团（七男五女）观看了平克大楼的漆黑的监控录像和轮流使用作案工具（9mm 的手枪），发现它的扳机需要11.5磅的力量，判定手枪没有走火之后，被以误杀、故意伤害和其他刑事罪名（总共五项）起诉。他于第二天自首并被传讯。2016年2月11日，他被认定过失杀人和渎职两项罪名成立，面临长达15年的监禁时间。美国华裔平等权益协会副主席彭礼琨（英語：Kevin Peng）在白宫请愿网站发起撤回对梁刑事指控请愿签名，该请愿签名超过了12万，超过了白宫需对此请求做出回应的10万个签名的门槛。該判決也引起了部分美国华人的抗議。他们大量使用微信，连带少量的脸书、电子邮件和推特于当月22日在全国各大城市举行游行；同时，死者的支持者也举行了抗议活动。梁警官对这一判罚提起上诉。
2016年3月28日，负责起诉的布鲁克林地区检察官Kenneth P. Thompson向国王县最高法院法官Danny K. Chun建议梁只服软禁和社区服务的刑期。2016年4月19日，Danny Chun判决梁警官5年缓刑和800小时社区服务，将其“误杀”罪名降级，但“渎职”罪名不作改变。此举引起阿凯·格里的支持者不满，并再次举行抗议活动。而梁警官的支持者则认为此次事件中没有胜利者。

## 事件背景

### 彼得·梁
彼得·梁（1987－）是一名華裔美国人，已婚。事件发生时，他在纽约市警局工作不足18个月。他出生于香港，并在幼时随父母移民美国。事发前与父母和祖母住在布鲁克林区本森赫斯特。梁的父亲是一名厨师，母亲则在制衣厂工作。梁毕业于纽约中国城的M.S.131学校。他被认为有很多黑人朋友，也经常与他们在学校内一起参体育活动。梁还有一个弟弟目前在大学读书。据称，梁在很小的时候就立志成为一名警察。

### 阿凯·格里
阿凯·格里（1986－2014年11月20日）出生于加勒比地区的美属维京群岛的圣托马斯，幼时便搬到了纽约生活。事发时，他和女友及一名2岁的女儿住在路易斯·H·平克公寓。他有24次被捕的记录，这其中有一部分是由于参与了销售毒品。

### 事发地点
根据纽约市巡警权益协会警官帕特里克·林奇的描述：“路易斯·H·平克公寓是纽约市最危险的建筑物之一，而其楼梯又是整幢楼中最危险的区域。”就在最近，路易斯·H·平克公寓就发生了数起犯罪事件。警察总监比尔·布莱顿证实在本事件前的一个月内，这桩楼中就发生了2起谋杀、2起抢劫和4次枪击案件。

## 枪杀过程
两名新手警察被安排去执行巡查由纽约市城市公寓管理局所管理的一間楼房"路易斯·H·平克公寓"。在巡查过程中，他们被报告说违反了警局指令，执行了被称作“竖直巡逻”的行为。竖直巡逻時，警察自上而下巡查整个廉租屋，在每层都做停留以观察是否有犯罪行为发生。
警察总监比尔·布莱顿认为纽约市警局关于是否在巡逻时应该把枪保持在枪套中的规定被故意制定的十分模糊，是否拔枪完全由当事警察自己决定。
当时28岁的阿凯·格里正在拜访他的女朋友并打算在感恩节之前将头发辫起来。当时他的身上并没有武器。他从两名警察，肖恩·兰道尔和彼得·梁所处位置的一层楼以下进入了楼梯间，据说是因为电梯坏了。当时两名警察正在沿着漆黑的楼道对整个建筑进行巡查。根据检察官所述，梁警官的惯用手是左手，他当时将格洛克手枪拿在左手并用右手拿着手电筒。当时，他用右肩撞开了楼梯间的门并将脸转向左边，对着7楼的楼梯间，也就是格里进入的位置。官方表示，似乎双方都不知道彼此的存在，在枪击发生之前也没有进行任何的语言交流。梁警官后来表示，当时由于他受到了“来自左方的巨大声响”的惊吓，在开门的过程中不小心扣动了扳机，子弹在经过墙壁反弹后射入了格里的胸部，这一发子弹撕裂了他的心脏。他的女友当时在场并试图救他。911在事后放出的录音（youtube上可搜到）显示，格里倒在了5楼，一位女性（疑为邻居？）报警，而在报警过程中格里已失去呼吸（其女友哭喊“他没有呼吸了！”）而接线生试图教格里的女友对格里进行CPR。而在场两位警官均未成功对其进行CPR抢救。格里随后在医院去世。也有报道指出，格里在听到枪声后就开始逃跑，并没有注意到自己正在流血，直到最后倒在了5楼。 

## 与蒂莫西·斯坦斯伯里二世枪杀案的相似处
阿凯·格里的死亡和此前发生在2004年1月蒂莫西·斯坦斯伯里枪杀案十分相似。那起案件造成了19岁的蒂莫西·斯坦斯伯里二世在位于布鲁克林的路易斯·阿姆斯特朗公寓屋顶被枪击而死亡。当时大约是凌晨1点，理查德·S·奈里警官正在持枪检查公寓的楼道。陪审团拒绝以过失致死的罪名起诉奈里警官。在听取了奈里警官关于自己受到惊吓从而无意中开枪的证词后，陪审团表示这件事是一个意外。

## 被用以作比较的案件
在2014年八月九日，迈克尔·布郎在未携带武器的情况下被白人警察达伦·威尔逊枪杀。布朗并无犯罪记录。与警察的接触少于三分钟。
这起事件引发连续多日的抗议行动，甚至出现暴动，警方派出大量警员、装甲车，并发射了催泪瓦斯和橡皮子弹试图平息骚乱，FBI也已经介入调查。在8月16日，为了维持当地治安，州长杰伊·尼克松（Jay Nixon）宣布当地进入紧急状态，从午夜到上午五点间将实施宵禁。
达伦·威尔逊最后判决无罪。
在2014年7月17日警察用15秒致使埃里克窒息死亡。2014年12月3日，大陪审团决定不起诉潘特雷昂。事件引发民众抗议和集会指控警察滥用私刑。截至2014年12月28日，全国范围内至少有50场针对加纳的示威游行，同时有数百场示威游行以普通警察暴力加纳为切入点。
丹尼尔·潘塔雷昂最后被判决无罪。

## 后续发展
纽约警局警察总监比尔·布莱顿表示这个事件是一个意外，格里是“无辜的”。布魯克林區检察官肯·汤姆森（Kenneth P. Thompson）表示他计划开始组成陪审团来调查阿凯·格里的死亡。
纽约市市长白思豪对法院判决结果并没有任何主观的看法，只在接受采访时表示这是一个让所有人伤心的悲剧。在垂直巡查这个问题上，白思豪表示它是必须的存在的，它存在着才可以更好的保护市民的安全。白思豪对亚裔澄清，表明了彼得·梁并不是替罪羊。白思豪还向黑人澄清，表示所有的案件都是独立存在的，并没有任何相关的联系。
阿凯·格里的葬礼于2014年12月6日在位于格林堡（Fort Green）布朗纪念浸会教堂（Brown Memorial Baptist Church）进行。之前，艾尔·夏普頓表示要在葬礼上发表讲话，但是在于家属产生争执后取消了这一计划。取而代之的活动家凯文·鲍威尔（Kevin Powell）。12月27日，约200人参加了在布鲁克林举行了示威活动，抗议格里被警察枪杀。他被埋葬在了新泽西林登（Linden, New Jersey）的罗斯代尔纪念公园（Rosedale Memorial Park）。

### 华裔

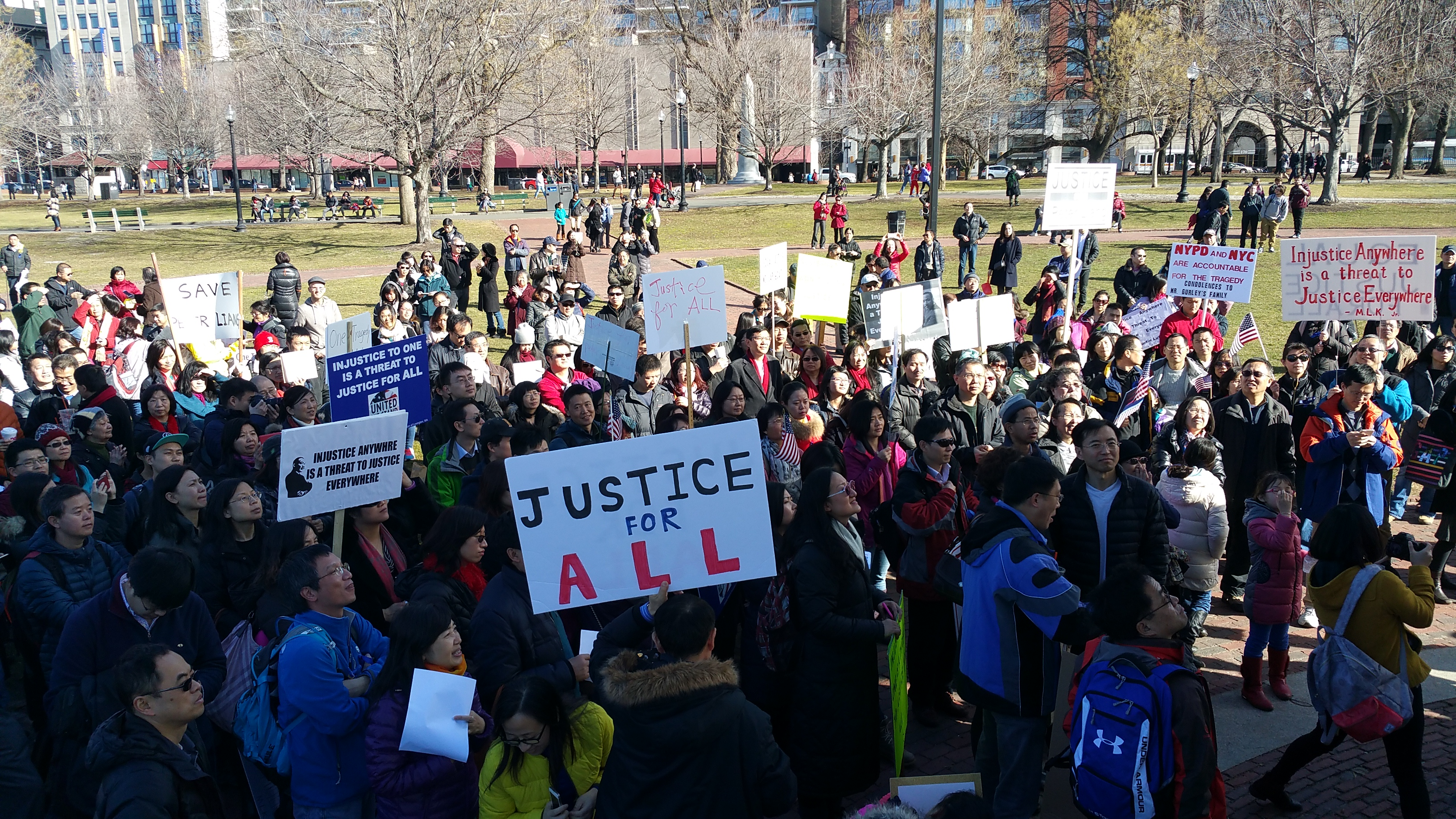
2016年2月20日，梁警官的支持者在波士顿公园集会。

2015年5月，大量的美国华裔出现在法庭来表示对于梁警官的支持。他们表示，梁警官只不过是被当作替罪羊，在另一位警官没有被起诉的情况下，他们要求检方撤销对他的指控。美国华裔平等权益协会副主席彭礼琨（英語：Kevin Peng）在白宫请愿网站发起撤回对梁刑事指控请愿签名，该请愿签名超过了12万，超过了白宫需对此请求做出回应的10万个签名的门槛。
2016年2月22日，在当月的审判十几天之后，超过一万名梁的支持者在纽约布鲁克林举行游行活动。同时，全美国超过100,000人通过微信在不同地区参加了类似游行。
纽约市议会女议员陈倩雯（英語：Margaret Chin）发表声明表示自己对于法庭的判决表示满意。同为华裔美国人的陈倩雯在受访表示由于其对判决的支持，她被一些来自美国华裔团体的批评。
国会议员孟昭文也发表了声明，但是没有明确的立场。 纽约市议员崔马克（Mark Treyger）以及州议员寇顿（William Colton）则一直站在华人的立场上讲话。

### 重视黑人生命运动
格里的死亡事件成为“重视黑人生命”运动抗议示威的一部分。 2014年12月27日，尽管纽约市市长呼吁推迟示威活动，还是有约200名群众游行至布鲁克林大桥，抗议格里被杀。当天也是之前遇害的纽约市警员拉斐尔·拉莫斯（Rafael Ramos）的葬礼。

### 纽约市警察局
一些亚裔团体内部的评论家相信梁警官是由于其亚裔的身份才受到了当前的判罚，如果他是一名白人，他就会被判处无罪。 纽约市警局也受到了一些关于没能提供当事警察足够训练和派遣两名新警察巡逻危险区域的指责。梁警官的律师也指出，梁警官在射击之后受到了极度的惊吓，并且认为由于警察学校没能够提供必要的训练，自己没有能力给格里提供心肺复苏的急救，所以他没有第一时间抢救格里。梁警官事发时的同伴，肖恩·兰道尔（被不予起诉），也作证说他没有受到过足够的急救训练。不止如此，带领他和梁的教授还故意作弊让他们全部通过急救训练。

## 法律诉讼
2015年2月10日，由于造成格里的死亡，梁警官被以二级误杀、过失致人死亡、二级袭击、疏忽致险和其他两项渎职的罪名起诉。梁警官被要求在2月11日出庭受审，他在那天向警方自首。他在法庭上表示不认罪，随后被释放。法庭并没有要求其提供保释金。同天，他被纽约市警局停职停薪。 如果被判决有罪，梁警官将面临最高15年的刑期。2016年1月25日，庭审正式开始。2016年2月11日，他被判决误杀和渎职的罪名成立。
另一名涉事的警官肖恩·兰道尔没有因此事件被起诉。但是，在梁警官被定罪以后第二天，他就被纽约市警局开除。和梁警官一样，兰道尔警官也处于两年的试用期内，且被开除时，试用期尚未结束。由于同意在梁警官的庭审中作证，兰道尔被免于起诉。兰道尔形容事发时梁警官“十分震惊”，“（梁警官）难以相信他枪击了别人”。兰道尔表示他和梁警官都没有尝试抢救格里，因为他们都认为自己不具有执行心肺复苏的资质。据称是因为他和梁一起毕业的学院里面，他们的指导人员给他们作弊，让他们过关的。 在格里的女朋友实施心肺复苏时，两人都用无线电呼叫了救护车。
2016年3月28日，布鲁克林区检察官肯·汤普森（Kenneth Thompson）提议梁警官只需以软禁在家的方式服刑。
2016年4月19日，布鲁克林高等法院法官Danny K. Chun判决梁警官5年缓刑和800小时社区服务。Chun法官表示：“当我在录像中看到被告走进平克公寓的大堂时，我不得不注意到他心中所想的是为了保护这里的居民；”“他从未想过枪杀他人，这不是有意为之的；”“我认为让梁警官入狱并没有必要。与其在家中服刑，我认为他更应该参与到社区服务中。”

## 法院里的争论点
地区助理检察官约瑟夫·亚历克西斯指责梁故意杀人，因为他将他的手指放在扳机上。不过雷·科谢茨持有相反意见，坚持认为这件事只是一起悲剧，而不是一起刑事案件。因为子弹是射在墙上而被反弹出去的。并且 罗伯特·布朗和雷·科谢茨还争论梁是处于震惊状态，无法感知到子弹射中了任何人。 被告还争论道取枪是完全符合规矩的，因为“没有光线是被默认为有犯罪活动的”。
不过原告指责梁渎职，因为他在案发后并没有对死者实施抢救，而是向他的上级打报告，寻求帮助。

## 结尾
纽约市以大约四百万美元的赔偿与格里的家庭达成和解。纽约住房管理局赔偿大约四十万美元，前警察彼得梁赔偿两万五千美元。 所有的钱将会给与阿凯拉，格里的两岁女儿。但是阿凯拉在十八岁之前不会有渠道去使用这些钱。不过要是她可以得到法庭的允许，她可以使用它们。
在梁与格里家庭和解之后， 大约二十六万美元基金被送还给捐者。大约三十二万五千美元基金被捐给梁的家庭。大约八万美元会花在华人社区。

## 媒体报道
这件事情得到了全国和世界媒体的广泛关注。部分原因是由于这件事距离之前几起警察射杀黑人的案件时间上很接近。这些事件包括发生在2014 年八月的密苏里州弗格森市的邁克爾·布朗命案、2014 年七月的纽约市史坦顿岛的埃里克·加纳死亡案和弗格森市的骚乱事件。
纽约市警局的“竖直巡逻”行为也受到了批评。《乡村之声》杂志形容这个事件是纽约市警局一整年以来与公众关系灾难的一部分。其他的媒体还关注了公寓的管理与维护和公共安全问题在这件事情中的影响。

## 其他的影响
在星期五，二月十二号，2016年，格里的家庭发起了一个联合诉讼，要求纽约警察局永久结束所有的垂直巡查并且停止使用纽约警察局作为安全保障。在这之上，他们还要求把梁的同事，兰道尔，停职。格里的家庭还要求城市重新管理资金，将那些用来增长警察基层的资金用在其他地方， 像是“经济适用房，”“社区中心”还有“校后节目。”

## 参与的律师
约瑟夫  亚历克西斯 （布鲁克林地区律师）
罗伯特 布朗
雷 科谢茨
肯尼斯P.汤普森 （布鲁克林地区律师）